# العامل المؤتلف التاسع
عامل تختر المؤتلف التاسع (Recombinant factor IX)، المعروف أيضًا بإسم Nonacog alfa من بين أشياء أخرى، هو دواء يستخدم لعلاج الهيموفيليا B.  و تحديدا يوصف لعلاج ومنع النزيف.  كما أن استخدامه يحسن نوعية الحياة.  و يعطى عن طريق الحقن البطيء في الوريد. 
تشمل الآثار الجانبية الشائعة له: الحمى و السعال و الألم في موقع الحقن و الغثيان.  وقد يؤدي أيضًا إلى ردود الفعل التحسسية بما في ذلك؛ الوذمة الوعائية، أو الشرى، أو الصفير، أو انخفاض ضغط الدم.  وقد تتطور أيضًا الأجسام المضادة التي تمنع قدرته على العمل.  و هو نسخة مصنعة من عامل إنزيم تخثر الدم التاسع، الذي يصنع بطرق الحمض النووي المؤتلف. 
ووفق على الإصدارات المؤتلفة للاستخدام الطبي في الولايات المتحدة و أوروبا في 1997.    و هو مدرج في قائمة منظمة الصحة العالمية للأدوية الأساسية.  في المملكة المتحدة، يكلف 1000 وحدة هيئة الخدمات الصحية الوطنية حوالي 600 جنيه إسترليني اعتبارًا من عام 2023.  و يكلف هذا القدر في الولايات المتحدة حوالي 1600 دولار أمريكي.  هناك أيضًا إصدارات مصنوعة من البلازما البشرية ، و لكنها مرتبطة أساسا بمخاطر العدوى.   